# Margarete Stinnes
Margarete Stinnes verh. Leonhard (* 22. November 1840 in Mülheim an der Ruhr; † 14. Oktober 1911 in Berlin) war eine Tochter von Mathias Stinnes und Stifterin der Augenheilanstalt Mülheim an der Ruhr.

## Leben
Sie wurde als jüngste Tochter des Unternehmers und Begründers der Stinnes-Dynastie Mathias Stinnes  (1790–1845) in Mülheim an der Ruhr geboren. 1875 heiratete sie den Arzt Johann Hermann Leonhard (1835–1905) und bekam mit ihm zwei Kinder: Anna (1876–1878) und Margarethe, genannt Gretchen (1880–1903). Wenige Jahre nach der Eheschließung mit Heinrich Stinnes, einem älteren Bruder des Wirtschaftsführers Hugo Stinnes, starb Tochter Gretchen 1903 im Alter von 23 Jahren an einer Lungenentzündung.
Nachdem Margarete Stinnes und ihr Mann beide Töchter in jungen Jahren verloren hatten, beschlossen sie, einen Großteil ihres gemeinsames Vermögen in drei Stiftungen zu Gunsten ihrer Heimatstadt Mülheim an der Ruhr einzubringen: die „Gretchen Leonhard-Stiftung“ (1903) zur Errichtung von Spiel- und Sportstätten auf dem Kahlenberg, die „Stiftung Augenheilanstalt“ (1904) sowie die „Leonhard-Stinnes-Stiftung“ (1904), eine Kapitalstiftung zur Absicherung der beiden anderen Stiftungen. Kurz nachdem das Ehepaar diese Pläne umgesetzt hatte, starb Johann Hermann Leonhard. Seine Witwe begleitete die Errichtung der Augenheilanstalt in seinem Sinne und konnte sie schließlich am 4. Juli 1907 im Beisein von zahlreichen Mülheimer Honoratioren eröffnen. Weiterhin stiftete sie einen Großteil der Bausumme für den Bismarckturm Mülheim an der Ruhr. 
Im Sommer 1911 verschlechterte sich ihr Gesundheitszustand, im Oktober des gleichen Jahres starb sie im Alter von 71 Jahren in Berlin.

## Sonstige Quellen
- Stadtarchiv Mülheim an der Ruhr, Bestand 1550 (Mülheimer Persönlichkeiten)
- Stadtarchiv Mülheim an der Ruhr, Bestand 1610 (Nachlass Familie Leonhard)